# Bigăr, Caraș-Severin
Bigăr (cehă Bígr, germană Schnellersruhe) este un sat în comuna Berzasca din județul Caraș-Severin, Banat, România.